# Cleistocactus ritteri
Cleistocactus ritteri ist eine Pflanzenart in der Gattung Cleistocactus aus der Familie der Kakteengewächse (Cactaceae). Das Artepitheton ritteri ehrt den deutschen Kakteenspezialisten Friedrich Ritter.

## Beschreibung
Cleistocactus ritteri wächst strauchig mit an der Basis verzweigten, mehr oder weniger aufrechten, leuchtend grünen Trieben und erreicht bei Durchmessern von 2 bis 3 Zentimetern Wuchshöhen von bis zu 1 Meter. Es sind 12 bis 16 Rippen vorhanden. Die darauf befindlichen braunen Areolen werden später weiß. Die 5 gelblichen Mitteldornen sind bis 10 Millimeter lang. Die bis zu 30 feinen Randdornen sind weiß.
Die röhrenförmigen, grünlich gelben bis zitronengelben Blüten sind leicht abwärts gerichtet und kaum gebogen. Sie sind bis 4 Zentimeter lang. Die kugelförmigen, gelben Früchte erreichen Durchmesser von bis 1,5 Zentimetern.

## Verbreitung, Systematik und Gefährdung
Cleistocactus ritteri ist im bolivianischen Departamento La Paz in den Yungas in Höhenlagen von 1000 bis 1100 Metern verbreitet.
Die Erstbeschreibung erfolgte 1959 durch Curt Backeberg. Ein nomenklatorisches Synonym ist Cephalocleistocactus ritteri (Backeb.) Backeb. (1962).
In der Roten Liste gefährdeter Arten der IUCN wird die Art als „Least Concern (LC)“, d. h. als nicht gefährdet geführt.

## Nachweise